# Nationale 1 2013-2014 (hockey su pista)
Il Nationale 1 2013-2014 è stata la 98ª edizione del torneo di primo livello del campionato francese di hockey su pista; fu disputato dal il 12 ottobre 2013 e il 7 giugno 2014. Il titolo fu conquistato dal Quévert, al suo ottavo titolo.

## Stagione

### Formula
Il Nationale 1 2013-2014 vide ai nastri di partenza dodici club; la manifestazione fu organizzata con un girone all'italiana, con gare di andata e ritorno per un totale di ventidue giornate: erano assegnati tre punti per l'incontro vinto, un punto a testa per l'incontro pareggiato e zero la sconfitta. Al termine della stagione regolare la vincitrice venne proclamata campione di Francia. Le squadre classificate dall'undicesimo al dodicesimo posto retrocedettero direttamente in Nationale 2, il secondo livello del campionato.

## Classifica finale
|                    | Pos. | Squadra         | Pt | G  | V  | N | P  | GF  | GS  | DR  |
| ------------------ | ---- | --------------- | -- | -- | -- | - | -- | --- | --- | --- |
| Francia (bandiera) | 1.   | Quévert         | 53 | 22 | 16 | 5 | 1  | 129 | 75  | +54 |
|                    | 2.   | La Vendéenne    | 46 | 22 | 14 | 4 | 4  | 107 | 63  | +44 |
|                    | 3.   | SCRA Saint-Omer | 41 | 22 | 12 | 5 | 5  | 121 | 69  | +52 |
|                    | 4.   | Saint-Brieuc    | 40 | 22 | 12 | 4 | 6  | 108 | 78  | +30 |
|                    | 5.   | Mérignac        | 35 | 22 | 10 | 5 | 7  | 118 | 93  | +25 |
|                    | 6.   | Lione           | 34 | 22 | 10 | 4 | 8  | 96  | 80  | +16 |
|                    | 7.   | Coutras         | 28 | 22 | 8  | 4 | 10 | 76  | 99  | -23 |
|                    | 8.   | Noisy-le-Grand  | 27 | 22 | 7  | 6 | 9  | 95  | 120 | -25 |
|                    | 9.   | Ergué-Gabéric   | 25 | 22 | 7  | 5 | 11 | 93  | 124 | -31 |
|                    | 10.  | Ploufragan      | 19 | 22 | 6  | 1 | 15 | 73  | 105 | -32 |
|                    | 11.  | Gazinet-Cestas  | 14 | 22 | 3  | 5 | 14 | 73  | 120 | -47 |
|                    | 12.  | Bouguenais      | 9  | 22 | 2  | 3 | 17 | 74  | 134 | -60 |

Legenda:
  Vincitore della Coppa di Francia 2013-2014.
      Campione di Francia e ammessa all'Eurolega 2014-2015.
      Ammesse all'Eurolega 2014-2015.
      Ammesse alla Coppa CERS 2014-2015.
      Retrocesse in Nationale 2 2014-2015.
Note:
Tre punti a vittoria, uno a pareggio, zero a sconfitta.